# 육갑비축
육갑비축(六甲秘祝)은 도교의 주술의 일종이다. 일본에 전래되어 구자호신법(九字護身法)이라고도 알려졌다.
육갑비축은 『포박자』 내편 제4권 「등섭편」에 나오는데, 진나라의 갈홍이 「임병투자개진열재전」(臨・兵・闘・者・皆・陣・列・在・前)의 주문을 외웠다고 한다.
일본의 구자호신법은 주문을 외울 때 각 음절마다 손으로 인(印)을 맺는다. 순서대로 독고인・대금강륜인・외사자인・내사자인・외박인・내박인・지권인・일륜인・보병인 또는 은형인이라고 한다. 여기에 수험도적 해석이 가해져서, 아홉 음절의 주문이 각각 비사문천・십일면관음・여의륜관음・부동명왕・애염명왕・성관음・아미타여래・미륵보살・문수보살에 해당한다는 설이 있다. 다만 이렇게 대응시키는 근거는 불명이다. 경우에 따라 대응되는 신격이 아마테라스 대신・하치만보살・카스가 대명신・카모 대명신・스미요시 대명신・일천자・마리지천 등으로 바뀌기도 한다.

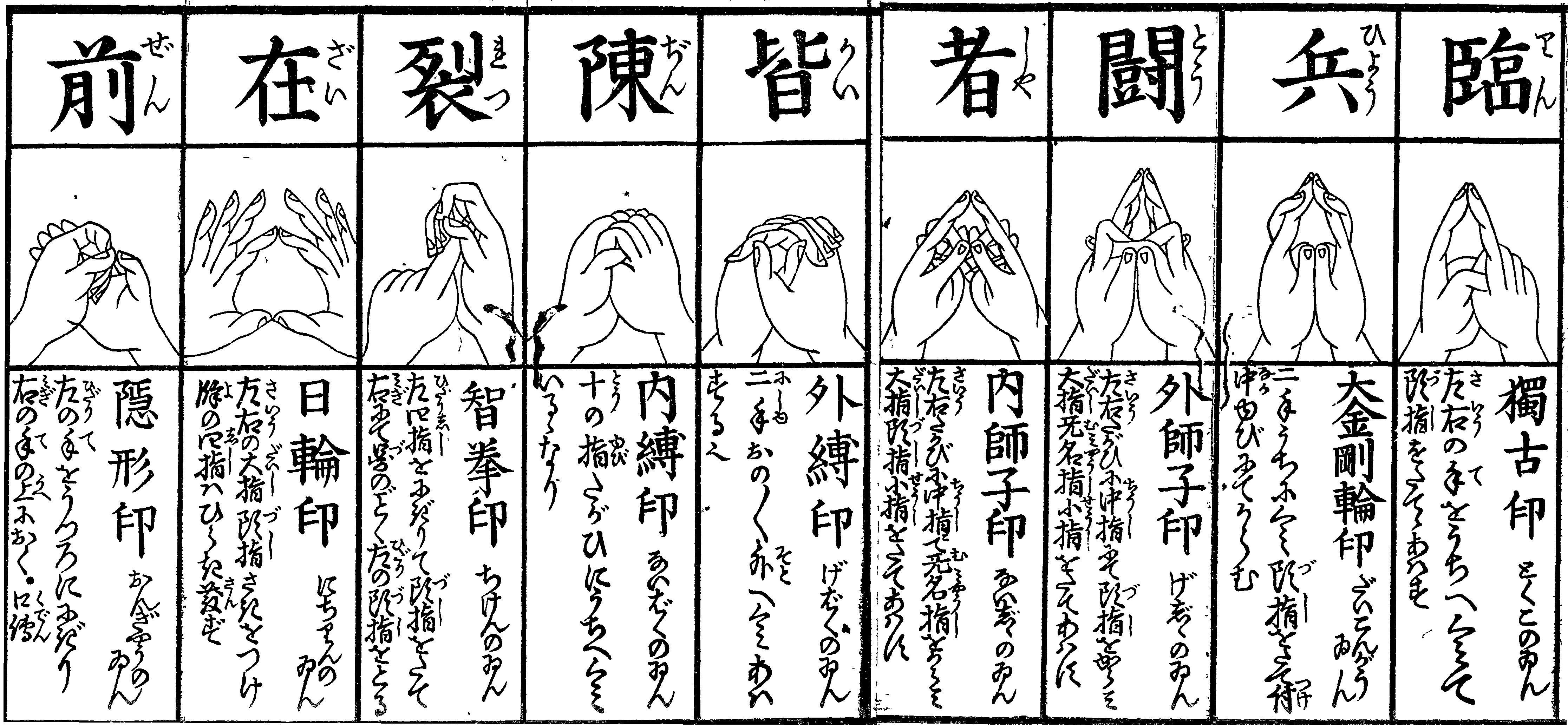